# Odericus Milander
Odericus Milander, född 6 januari 1669 i Asby socken, död 26 december 1724 i Västerlösa socken, han var en svensk kyrkoherde i Västerlösa församling. 

## Biografi
Odericus Milander föddes 6 januari 1669 på Kulla i Asby socken. Han var son till bonden Jonas Larsson och Inga Svensdotter. Milander blev 28 juni 1697 student vid Uppsala universitet med efternamnet Jonasson. Han prästvigdes 24 juli 1700 till komminister i Pelarne församling och blev 22 augusti 1712 kyrkoherde i Västerlösa församling. År 1722 var han respondens vid prästmötet. Milander avled 26 december 1724 i Västerlösa socken och begravdes 25 februari 1725 av biskopen Torsten Rudeen.

### Familj
Milander gifte sig första gången 1701 med Anna Morström (död 1712) från Dalarna. De fick tillsammans barnen Oderik (född 1702) och Carl (1705–1766) och Jonas.
Milander gifte sig andra gången 15 oktober 1712 med Helena Fallerius (1685–1769). Hon var dotter till kyrkoherden i Veta socken. Helena Fallerius hade tidigare varit gift med kyrkoherden Benedictus Reuselius i Västerlösa socken. Milander och Fallerius fick tillsammans barnen Helena och Christina (1720–1765).